# Ceraclea iambe
Ceraclea iambe is een schietmot uit de familie Leptoceridae. De soort komt voor in het Oriëntaals gebied.